# فرانك بلكمان
فرانك بلكمان (مواليد 3 أغسطس 1967) هو مبارز بالسيف ألماني، مثّل بلاده في الألعاب الأولمبية الصيفية 1996.

## روابط خارجية
فرانك بلكمان على موقع أوليمبيديا (الإنجليزية)